# Samuel Liddell MacGregor Mathers
Samuel Liddell Mathers, né Samuel Liddell MacGregor Mathers le 8 janvier 1854 à Hackney et mort le 20 novembre 1918, est un occultiste britannique.
Il fut un des fondateurs de l'Ordre hermétique de la Golden Dawn.

## Biographie

### Enfance et formation
Samuel Liddell Mathers était le fils de William M. Mathers, un employé de commerce et de son épouse Mary Ann Collins. Son père décéda alors que Samuel Liddell n'était encore qu'un enfant et élève à la Bedford School où il étudia de 1866 à 1870. Il alla ensuite vivre avec sa mère à Bornemouth où il trouva un emploi de bureau qui lui laissa le temps d'étudier la magie et la doctrine militaire. Ses intérêts militaires lui firent rejoindre un régiment local de volontaires et se mettre à la boxe et à l'escrime. Il n'hésitait alors pas à aider les autorités à ramener l'ordre en cas de troubles. Il publia en 1884 une traduction d'un manuel d'exercices de l'armée française (Practical Instruction in Infantry Campaigning Exercise).
Un voisin, ami et franc-maçon, Frederick Holland guida ses premières études magiques. Mathers devint maçon le 4 octobre 1877 et il adhéra en 1882 à la Societas Rosicruciana in Anglia avec Holland. Là, il rencontra William Wynn Wescott. Le 20 janvier 1878, il devint Maître Maçon et devint aussi rapidement membre du Haut Conseil de la S.R.I.A. pour quatre ans.
À la mort de sa mère en janvier 1885, il s'installa à Londres et devint plus actif dans les milieux occultistes. Il travailla ainsi avec Westcott à développer ce qui serait plus tard la base des rituels de la Golden Dawn. En 1886, il participa aux travaux de l'Hermetic Society d'Anna Kingsford. En 1887, il traduisit en anglais la Kabbala denudata de Knorr von Rosenroth, sous le titre : Kabbalah unveiled. En mars 1888, associé à William Robert Woodman et William Wynn Wescott, deux de ses collègues francs-maçons de la S.R.I.A., il fonda la Golden Dawn. Une des premières initiées fut Moina Bergson, la sœur du philosophe Henri Bergson. Avec celle-ci, MacGregor Mathers développa l'ordre Rosae Rubeae et Aureae Crucis. Il fut également le mentor d'Aleister Crowley dans la Golden Dawn.
Le couple Mathers était assez pauvre et vivait mal des publications diverses (sur le tarot par exemple) de MacGregor Mathers. L'aide financière d'Annie Horniman, une amie fortunée de Moina et membre de la Golden Dawn fut la bienvenue : elle lui trouva un emploi dans le musée privé créé par son père et versa une pension au couple, même après leur installation à Paris en mai 1892. Là, il créa l’Ahathoor Temple of the Golden Dawn puis les Rites of Isis.
Samuel Liddell MacGregor Mathers avait la réputation d'avoir un caractère difficile et la « folie des grandeurs ». Il ajouta dès 1878 « MacGregor » à son nom et se déclara « comte de Glenstrae ». Il existe des photos de lui jeune homme en uniforme de lieutenant de son régiment, alors qu'il ne devint jamais officier. Il n'aurait pas non plus supporté de perdre. Ainsi, il aurait rejeté un impétrant à la Golden Dawn car celui-ci l'aurait défait lors d'une rencontre d'escrime. Il aurait rompu avec Holland puis avec Wescott lorsqu'il aurait découvert qu'ils étaient de meilleurs érudits magiques que lui. Il réussit à faire exclure Wescott de l'ordre de la Golden Dawn, avant de faire de même avec Annie Horniman après qu'elle lui eut retiré sa pension en 1896. En 1900, il écrivit à Florence Farr que Wescott avait créé de toutes pièces des documents lors de la création de la Golden Dawn. Le conflit dégénéra lorsqu'il ne put apporter de preuves. Il envoya Aleister Crowley reprendre possession des locaux londoniens et en exclure les « rebelles ». L'inverse se produisit : MacGregor Mathers fut exclu de l'ordre.
Il emménagea chez un couple d'escrocs, les Horos. Leur procès en 1901 discrédita fortement la Golden Dawn.
Mathers était un individu excentrique qui avait opté pour un style de vie pour le moins inhabituel à son époque. Il compléta son nom de famille avec le patronyme MacGregor pour revendiquer son héritage des Hautes-Terres d'Écosse. Il était végétarien (ou peut-être végétalien), anti-vivisectionniste déclaré, et non-fumeur. Il était également un partisan des droits de la femme et était peu intéressé par l'argent.
Mathers savait lire et traduire nombre de langues, parmi lesquelles l'anglais, le français, le latin, le grec ancien, l'hébreu, le gaélique et le copte.
Mathers mourut le 20 novembre 1918. La cause de sa mort est inconnue, non mentionnée sur son certificat de décès. Violet Firth (Dion Fortune) avança que sa mort était due à la grippe espagnole de 1918.

## Ouvrages
- Practical Instruction in Infantry Campaigning Exercise, 1884
- Kabbalah unveiled, 1887
- The Key of Solomon the King, 1889
- The Book of the Sacred Magic of Abra-Melin the Mage, 1898
- Lesser Key of Solomon (publié par Aleister Crowley qui se l'était attribué), 1904
- Book of Correspondences (publié par Aleister Crowley qui se l'était attribué), 1909
- The Grimoire of Armadel[4].